# Oulun Palloseura
L'Oulun Palloseura o OPS és un club de futbol finlandès de la ciutat d'Oulu. A més del futbol té seccions de bandy i bowling.

## Palmarès
- Lliga finlandesa de futbol (2):
  - 1979, 1980